# 有田川町鉄道公園

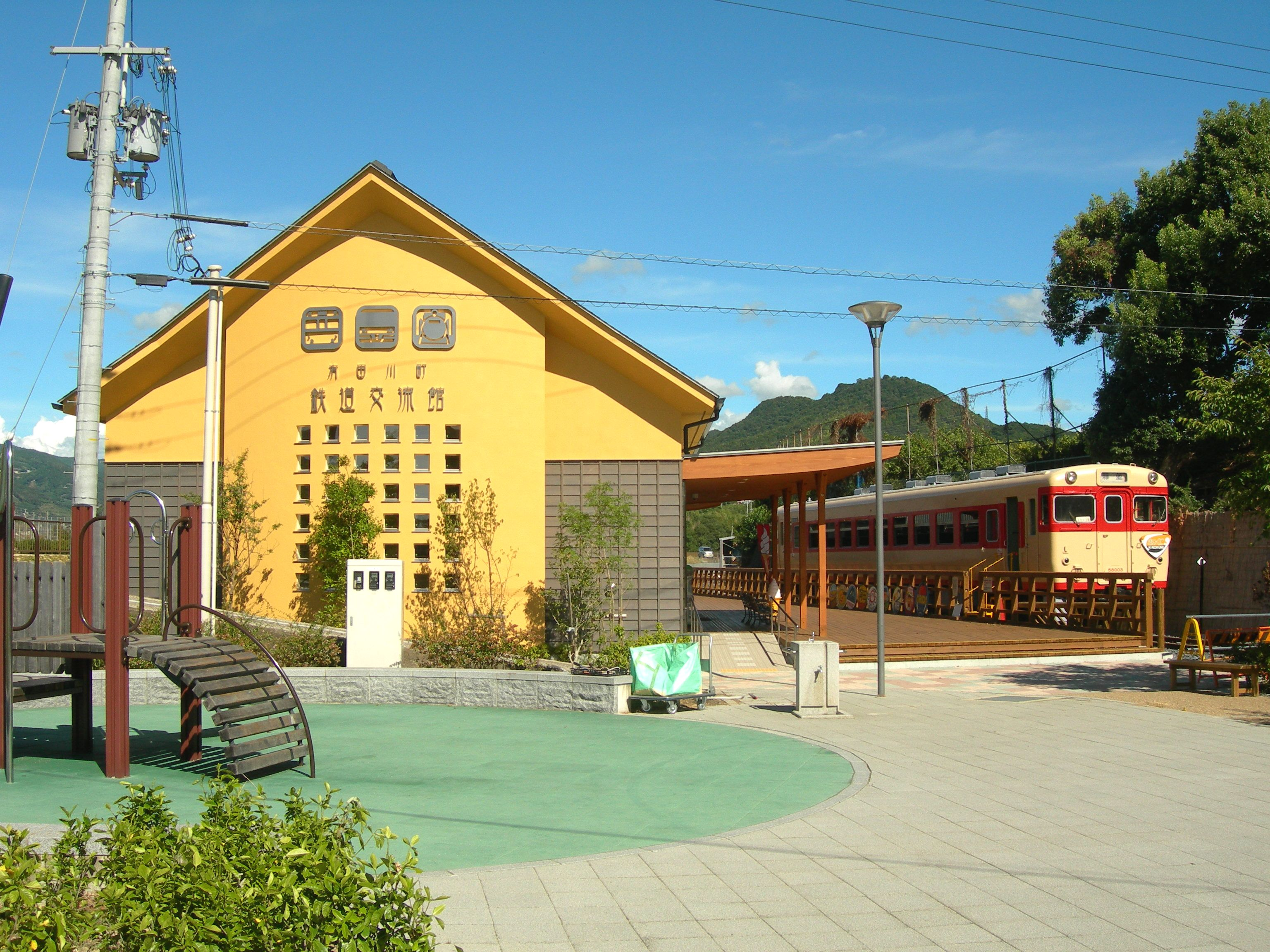
有田川町鉄道交流館

有田川町鉄道公園（ありだがわちょうてつどうこうえん）は、和歌山県有田郡有田川町徳田にある鉄道公園である。
有田鉄道を末永く後世に伝えることを主な目的のひとつとし、同鉄道の廃線後に整備計画が立案され、町有地となった旧金屋口駅構内を整備し、2010年（平成22年）3月20日に開園した。

## 施設
元駅構内部
旧金屋口駅をそのまま利用したもので、駅舎・ホームと車庫および鉄道交流館周辺両者を結ぶ約500mの線路が保存されている。後述する展示車両の動態保存運転では、この線路が使用されている。基本的には非公開区域であるが、有料体験乗車会実施日には同会参加者のプラットホーム立ち入りが許可される事がある。軌道は当公園開園に伴い新たに整備した。
鉄道交流館
定休日は木曜日。
有田鉄道や沿線地域をイメージした鉄道模型・ジオラマが2台展示されているほか、かつての有田鉄道の写真などが展示されている。入館は有料（大人200円）。また、うち1台では実際に来館者が模型車両を動かすことができる（入館料とは別料金が必要）。
芝生広場
元有田鉄道バス駐車場を町が取得し整備した広場。
常時開放
来場者用駐車場
園内に来場者用の駐車場を設置。

## 展示車両
有田鉄道に在籍した車両と沿線で保存されていた蒸気機関車が展示されている。旧有田鉄道在籍車両の詳細については、「有田鉄道線#気動車」の項目を参照。展示車両の整備については開園前より有田川町の要請を受け組織された同町もしくは周辺に在住のJR西日本社員・OBおよび元有田鉄道社員他有志による「有田川町鉄道保存会」がボランティアで行っている。
キハ58003
有田鉄道からの譲渡車で富士急行からの移籍車。有田鉄道廃線後、長年の風雨に曝され車体損傷が激しい事から開園に先立ち再塗装と損傷を整備した。開園当初は、展示と園内の線路をデモストレーション運行のみ行なっていたが、後に土休日を中心に不定期で有料体験乗車会を開始する。2011年4月4日、車内で映画ALWAYS 三丁目の夕日'64の撮影が行われた。2016年11月27日に発生したディーゼルエンジン故障のため2018年現在は自走することができないため、乗車体験の際は、下記のDL17でのけん引となる。
ハイモ180-101
有田鉄道からの譲渡車で樽見鉄道からの移籍車である二軸気動車。有田鉄道線廃止時まで使用された。キハ58003同様に開園に先立ち再整備された。一時ブレーキ系統の故障のため自走できず、後述の保線作業用モーターカーでけん引して有料体験乗車会を行っていたが、2019年に修理され、2021年現在も自走している。後述のキテツ1改めフラワ1985-2と併結運転されることがある。
保線作業用モーターカー
有田鉄道からの譲渡車でJR西日本和歌山支社新宮鉄道部からの移籍車。車体色は有田鉄道当時の青、黄2色塗りから黄色1色に変更。なお新宮鉄道部在籍中は青色1色塗りであった。
D51 1085
1944年製造の日本車輌製造製の蒸気機関車。旧吉備町が日本国有鉄道（国鉄）から貸与を受け、1977年より藤並駅裏（現東口）に静態保存されていたが2010年2月13日深夜から14日にかけ移設した。現所有者はJR西日本。管理者は有田川町。
紀州鉄道キテツ1
1985年製造の富士重工業製の二軸気動車（上記ハイモ180-101の姉妹車）。北条鉄道が転換時に準備した車両を2000年に紀州鉄道が譲受したもので、2015年1月に元信楽高原鐵道SKR301に置き換えられて廃車となったものを2017年3月14日深夜から15日にかけて紀州鉄道紀伊御坊駅構内から当園へと陸送、搬入された。一時期はハイモ180-101に部品供出のため自走できなかったが現在は稼働状態にあり、2020年に北条鉄道時代の塗装と車番・フラワ1985-2に復元された（動態保存）。
DL17
元神戸製鋼所神戸製鉄所専用線所有車。前述のキハ58の牽引車となっている。個人所有。(動態保存)
トム203
元近江鉄道の無蓋貨車。個人所有。(動態保存)

### ふるさと鉄道保存協会所有車両
DB107
元三菱石油水島専用線所有車。(動態保存)
ト1
元蒲原鉄道の木造貨車。(動態保存)
ヨ6114
元国鉄所有の車掌車。(動態保存)

#### 公園開設後の搬出車両
ワ12
元蒲原鉄道の木造貨車。2013年より、栃木県真岡市の「SLキューロク館」に移された。
ト12
元蒲原鉄道の木造貨車。2013年より、栃木県那須烏山市「那珂川清流鉄道保存会」に移された。
キハ605
紀州鉄道より譲渡された気動車。
2014年12月17日に株式会社ジェイアール貨物・北陸ロジスティクスに譲渡され、その後2020年6月11日に岐阜県羽島市の福祉施設に譲渡された。
D51 827
2017年4月18日に搬入。同公園展示運転線本線上に設置され、搬入直前に譲受したアチハ株式会社の手により、圧縮空気駆動による運転を目指して整備・組立作業がおこなわれた。2017年7月23日より不定期で有料乗車体験会を開始(乗車するのはワフ29603又はヨ6114)。同7月28日より不定期で有料機関車運転体験会を開始。2020年11月に直江津駅に移設し有田川町鉄道公園からは居なくなった。
ワフ29603
D51 827有料乗車体験会における参加者乗車車両として、同車に続いてアチハ株式会社の手により搬入。後述のふるさと鉄道保存協会所有ヨ6114と連結して使用（動態保存）。以前は建築家・清家清が自宅で保存していた。2020年10月3日、4日にラストランを行いD51 827とともに直江津駅に移設された。。アチハ株式会社所有。
DL14、DL113
元神戸製鋼所神戸製鉄所専用線所有車。2020年10月に14は直江津駅、113は敦賀港駅跡に移設。アチハ株式会社所有。

## 交通アクセス
- 西日本旅客鉄道（JR西日本）紀勢本線（きのくに線）藤並駅から有田鉄道バスで約15分。和歌山市駅から有田鉄道バスで約60分。
- 阪和自動車道有田ICより和歌山県道22号吉備金屋線で約10分。